# معركة الخندق (939 م)
معركة الخندق (بالإسبانية: Batalla de Alhandic)‏، معركة وقعت في أغسطس 939/شوال 327 هـ في المنطقة الحدودية بين حدود مملكة ليون والدولة الأموية في الأندلس، وتحديدًا الواقعة في منطقة قشتالة وليون التابعة لمملكة ليون، على خلاف في تحديد موقعها ما إذا كانت قد وقعت على أسوار قلعة شنت منكش أم على أسوار قلعة سمورة، ودارت بين قوات خليفة الأندلس عبد الرحمن الناصر من جهة، وقوات راميرو الثاني ملك ليون من جهة أخرى، وانتهت بانتصار مملكة ليون.
كانت خسائر المسلمين البشرية في تلك المعركة كبيرة تراوحت في بعض التقديرات بين 40,000-50,000 رجل، من بينهم قائد جيش المسلمين نفسه نجدة بن حسين الصقلبي، كما أُسر القائد محمد بن هاشم التجيبي والي سرقسطة في تلك الفترة، وظلّ في الأسر لأكثر من عامين حتى افتداه عبد الرحمن الناصر بالمال. كان لتلك المعركة أثرٌ كبيرٌ في نفوس المسلمين، وفي نفس عبد الرحمن الناصر الذي لم يخرج في أي غزوة بعدها.

## مقدمات المعركة
حكم عبد الرحمن الناصر الدولة الأموية في الأندلس سنة 300 هـ، ولم يكن يخضع لسطان أمير قرطبة سوى قرطبة وبعض المناطق المجاورة لها، إلا أنه في غضون عقدين من الزمن، أخضع كافة التمردات على حكمه في مناطق الأندلس، وأعاد تنظيم دولته داخليًا حتى أصبحت دولته مهيبة الجانب.
كانت العلاقة بين الأمويين في الأندلس وجيرانهم من الممالك المسيحية في شمال شبه الجزيرة الأيبيرية علاقة شد وجذب تتأرجح فيها المناطق الحدودية وفقًا للقدرات العسكرية للقوتين المتنافستين. كان لعبد الرحمن الناصر عدد من المنازلات التي لاقى فيها قوات مملكتي ليون ونافارا، وكانت فيها الغلبة لجيوش الأمويين ومن أبرزها معركة خونكيرا. وفي إطار ذلك الصراع المستديم، قرر عبد الرحمن الناصر سنة 327 هـ مهاجمة المدن التي تمثل الحاجز الدفاعي لأراضي مملكة ليون وأستورياس ومن بينها مدينة سمورة. أرسل الناصر كتبه إلى ولاياته لجمع المتطوعين لقتال أهل جليقية، فوافته الجموع من شتى أرجاء مملكته حتى فاقت جموعه 100 ألف مقاتل، مما أدخل روح الثقة في نفسه حتى أنه سمّاها «غزاة القُدرة»، وجعل قيادة جيشه للقائد نجدة بن حسين الصقلبي. ذكر ابن حيان القرطبي في السفر الخامس من كتابه المقتبس من أنباء الأندلس أن جيش الناصر خرج من قرطبة للغزو في يوم الجمعة 22 شعبان سنة 327 هـ (أول يونيه سنة 939 م)، وبلغ طليطلة في 23 رمضان سنة 327 هـ، وعبر نهر دويرة ومر بحصن شنت منكش في 29 رمضان 327 هـ وافتتحه، ومنه سار إلى قشتالة في 5 شوال 327 هـ. بثّ الناصر السرايا في قشتالة أيامًا، فوجد أهلها قد أخلوا معظم أرجائها، مُخلّفين ورائهم الكثير من الأقوات، فاستولى المسلمون عليها، ثم تقدم في 13 شوال 327 هـ إلى حصن أشكر، فخرّبه ثم حصن أطلة، فحصن برتيل.
في تلك الأثناء، كان راميرو الثاني ملك ليون قد جمع حشودًا ضخمة بالقرب من سمورة، وقد انضمت إليه تودا النافارية وصية عرش مملكة نافارا وفرنان غونثالث كونت قشتالة في قواتهما، إضافة إلى حليفه أمية بن إسحاق القرشي الثائر على سلطة عبد الرحمن الناصر في شنترين الذي لجأ إلى راميرو الثاني بعدما سخط الناصر على شقيقه أحمد بن إسحاق القرشي وقتله في عقوبة شرعية فزوّده أمية بنصائح ومعلومات ثمينة عن قدرات جيش المسلمين.

## الروايات حول المعركة
تضاربت الروايات التي تناولت المعركة عن كيفية سير الأحداث، بل واختلفت أحيانًا في تحديد موقعها. تناول عدد من المصادر العربية المعركة.

### رواية المسعودي

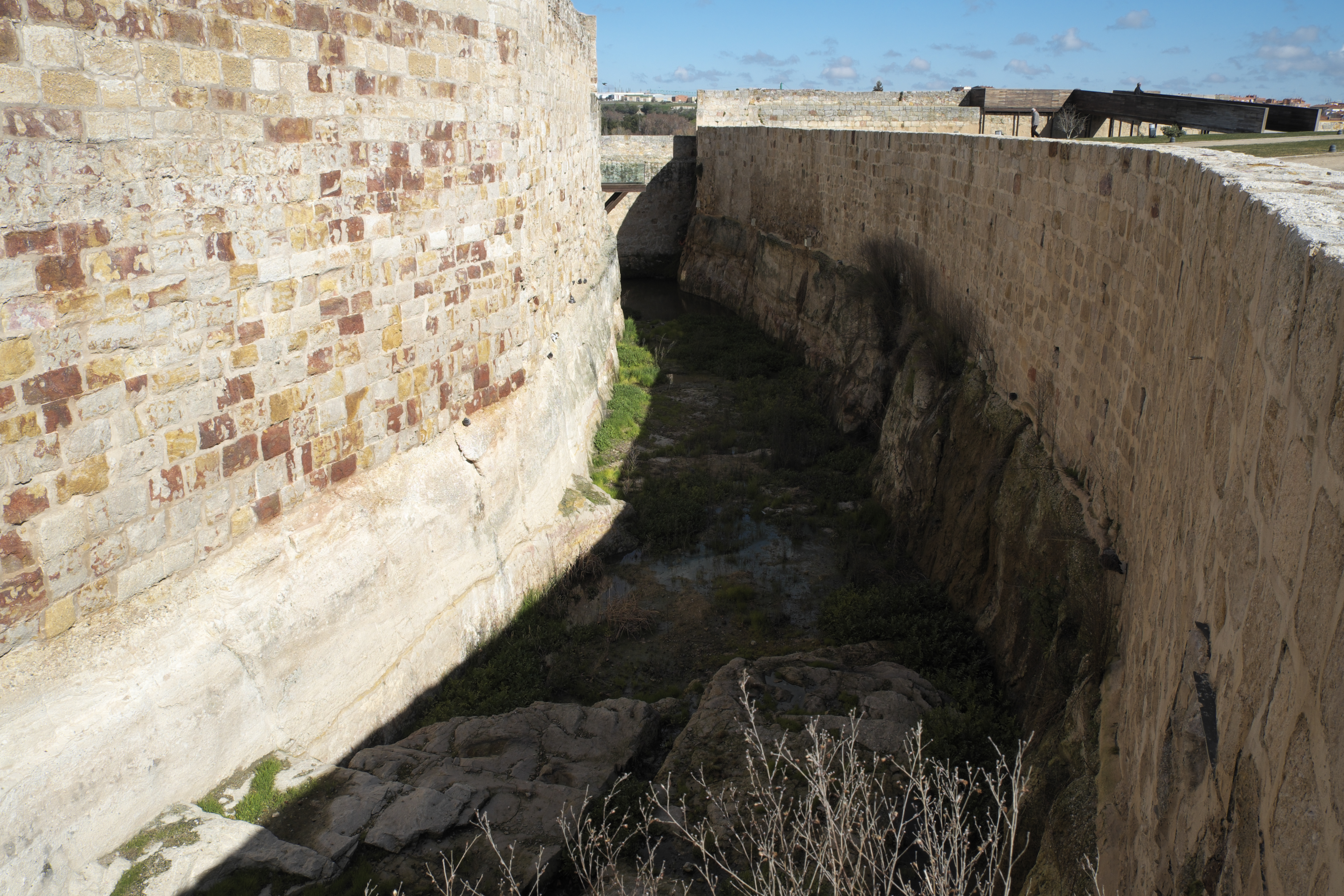
خندق قلعة سمورة كان مملوءً بالماء وقت المعركة.

نقل المقري في كتابه نفح الطيب من غصن الأندلس الرطيب رواية المسعودي المعاصر للفترة التي وقعت فيها الأحداث، وإن لم يكن من سكان الأندلس في ذلك الوقت ناقلاً من كتاب المسعودي مروج الذهب ومعادن الجوهر أن عبد الرحمن الناصر اخترق أراضي مملكة ليون حتى بلغ مدينة سمورة الحصينة، فحاصرها في شوال سنة 327 هـ، وتمكّن جيشه من تجاوز سورين من أسوارها السبعة التي يفصلها عن بعضها البعض خنادق مائية، إلا أن الإعياء لحق بالمسلمين لمناعة الحصن، فهاجمهم جيش راميرو بقوة، فاختلّت صفوف المسلمين، وهزموا هزيمة شديدة، وقتل منهم نحو أربعين ألفاً وقيل خمسين ألفاً.

### رواية ابن حيان القرطبي
ذكر ابن حيان القرطبي المعركة في كتابه المقتبس من أنباء الأندلس، ونقل رواية مؤرخ يدعى عيسى بن أحمد الرازي، أن عبد الرحمن الناصر حشد لغزو جليقية، وخرج بحشوده من قرطبة في يوم الجمعة 22 شعبان سنة 327 هـ/أول يونيه سنة 939 م، وقد بعث قبل خروجه وزيره أحمد بن محمد بن أبي عبدة(1) في بعض قواته إلى الغرب للتأمين ولضمان عدم تطويق جيش المسلمين من الخلف أثناء الحملة. ويذكر ابن حيان في تفاصيل روايته أن الناصر وصل طليطلة في 23 رمضان، ثم خرج إلى قشتالة في 5 شوال، فاجتاحها أيامًا، فوجد معظمها خاليًا من أهلها، تاركين ورائهم الكثير من الغنائم، فاستولى عليها المسلمون، هاجم حصون أشكر وأطلة وبرتيل، وخرّبها في 13 شوال. سبقت قوات محمد بن هاشم التجيبي قوات الناصر، وعبرت نهر بيسرغة عند شنت منكش، فاستدرجت قوات راميرو المسلمين بالانسحاب، ثم هاجمت المسلمين. وفقًا لابن حيان، فقد حقق المسلمون انتصارًا في البداية، لكنهم أعادوا ترتيب صفوفهم وهاجموا المسلمين، فانهزم المسلمون وقتل منهم الكثير وسقط محمد بن هاشم أسيرًا. كان الناصر قد لحق بقواته قوات التجيبي، واضطر جيش المسلمين للتراجع، وحوصروا بين قوات راميرو وخندق عميق، فسقط الكثير منهم فيه. ففرّ الناصر بقواته نحو منبع النهر، واحتل الليونيون خيمته. عسكر الناصر بقواته بقية اليوم، عجز جيش راميرو عن مطاردته، ثم عاد الناصر إلى قرطبة سالكًا طريق مدينة وادي الحجارة.

### رواية ابن الخطيب
هناك رواية أخرى ذكرها لسان الدين بن الخطيب في كتابه «أعمال الأعلام فيمن بويع قبل الاحتلام من ملوك الإسلام»، ذكر فيها أن المعركة وقعت يوم الجمعة 11 شوال سنة 327 هـ/أول أغسطس سنة 939 م، على أبواب مدينة شنت منكش، واستمر القتال أيام، تأرجحت الغلبة فيها بين الفريقين، قبل أن يتمكن جيش راميرو من دفع جيش المسلمين إلى خندق عميق، تساقط فيه المسلمون حتى ساووا بين ضفتيه، واستولت قوات راميرو على متاع المسلمين، وفقد فيها الناصر مصحفه ودرعه.

### الروايات الغربية
أما الروايات الغربية، فقد أورد ألفونسو الحكيم في كتابه التاريخ العام أن عبد الرحمن الناصر وابن يحيى حاكم سرقسطة(2) هاجما بجيش ضخم مملكة ليون حتى بلغا شنت منكش، فخرج راميرو بجيشه لقتالهم، وهزم المسلمين، وقتل منهم ثمانين ألفًا، وأسر ابن يحيى. ثم فر بقية المسلمين إلى حصن «Alfondiga»، فحاصرهم راميرو في الحصن، وفر عبد الرحمن في عدد من جنده. كما نقل رينهارت دوزي في كتابه «تاريخ المسلمين في إسبانيا» ويوسف أشباخ في كتابه «تاريخ الأمويين في إسبانيا» عددًا من الروايات الأخرى مفادها أن عبد الرحمن التقى بجيشه قوات راميرو وحليفته تودا النافارية وصية مملكة نافارا بالقرب من سيامنقة في 5 أغسطس سنة 939 م، وانتهت المعركة بهزيمة ساحقة لجيش المسلمين ومقتل القائد نجدة الصقلبي وأسر محمد بن هاشم التجيبي وإصابة عبد الرحمن الناصر بجروح بالغة، بعد أن تخاذل القادة العرب في جيش المسلمين عن القتال.

## نتائج المعركة

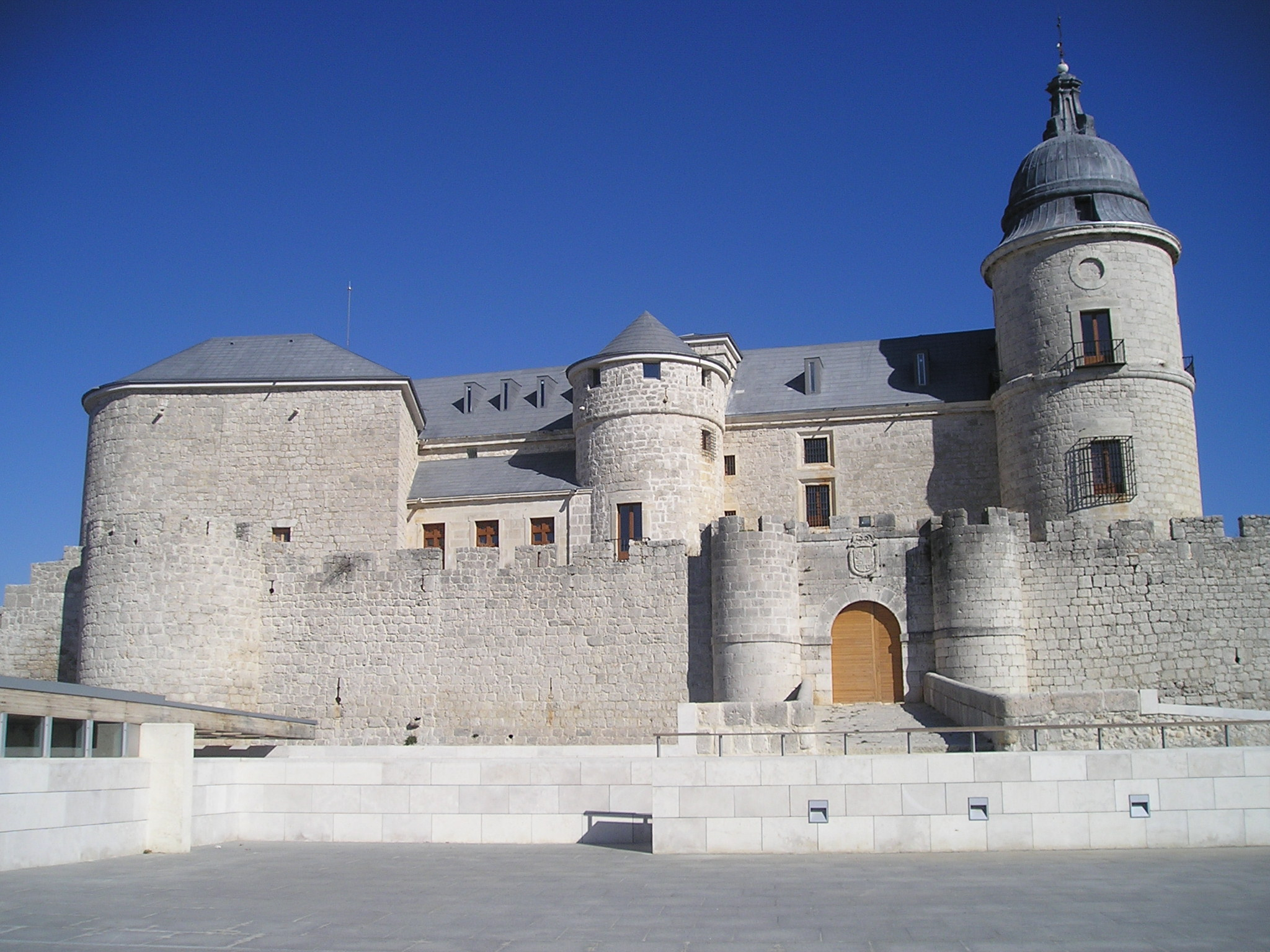
حصن شنت منكش موقع محتمل لساحة المعركة.

كان للمعركة أثرها الشعبي السيء على العامة في أرجاء الأندلس، نظرًا للخسائر البشرية الكبيرة التي حدثت بين صفوف جيش المسلمين في تلك المعركة، مما استدعى أن يستصدر الخليفة بيانًا كتبه الوزير عيسى بن فطيس وهو في مدينة وادي الحجارة، في طريق عودته إلى قرطبة، وأمر في تلاوته على العامة في ربوع الأندلس. برر عبد الرحمن الناصر في بيانه أسباب الهزيمة إلى كمين تعرضت له ساقة جيشه إثر مرور الجيش في طريق عودته على وادي وعر الطريق ضيق المسالك، بعد أن عاد مُظفّرًا من معركته الأولى التي أُسر فيها القائد التجيبي، فأصاب جيش مملكة ليون مغانم كثيرة «من الأمتعة والدواب المثقلة، ما لو أصاروا مثله في مجال حرب أو سهل من الأرض»، نافيًا بذلك أن تكون الهزيمة بسبب خسارة حدثت في ميدان قتال. أورد لسان الدين بن الخطيب في كتابه «أعمال الأعلام» بأن الناصر أمر قبيل وصوله إلى قرطبة، أن تقام المصالب على ضفة نهر الوادي الكبير، وما كاد يصل إلى قرطبة، حتى قبض على نحو 300 فارس، فصلبهم وأمر بالنداء عليهم: «هذا جزاء من غش الإسلام، وكاد أهله، وأخل بمصاف الجهاد». كان أبرز هؤلاء المعدومين فرتون بن محمد الطويل، الذي فرّ برجاله من ميدان المعركة، وأدركه أحد رجال الناصر ويدعى سلمة بن أحمد بن سلمة وأسره قرب قلعة أيوب، وجاء به مقيدًا إلى الناصر في قرطبة، فصلبه مع من صُلب أمام القصر.
رجّح مؤرخون معاصرون مثل محمد عبد الله عنان وعبد المجيد نعنعي أنه من الأسباب المباشرة لهزيمة الناصر في المعركة، سياسته في الاعتماد على الصقالبة في المناصب الهامة والقيادية في الجيش على حساب نظرائهم من العرب والبربر، وإن كانت تلك السياسة قد آتت أُكلها من قبل حيث مكّنت الناصر من السيطرة على الأندلس، بعد أن كان نفوذ الزعماء المحليين من العرب والبربر قد تعاظم حتى انحصرت سلطة الأمراء السابقين في قرطبة وربوعها. أدرك عبد الرحمن الناصر عدم مواءمة تلك السياسة لحكمه عندئذ، فلجأ لاتخاذ سياسة جديدة نحو أمراء الثغر الأعلى من العرب والمولدين كبني تجيب وبني ذي النون وبنى زروال وبني غزوان وبني الطويل وبني رزين بتقليدهم شؤون مدنهم بالثغر الأعلى، وإطلاق أيديهم للدفاع عن مدنهم، على أن يزودهم الناصر كل عام بالعدد والسلاح والمتطوعين للقتال ليتمكنوا من ذلك. بل وتعافي الناصر سريعًا من آثار الهزيمة، وأطلق حملة أخرى يقودها القائد أحمد بن يعلى على بعض نواحي مملكة ليون حقق مغانم مادية، وأسر نحو 200 من جيش راميرو. أما قائده محمد بن هاشم التجيبي فقد افتداه عبد الرحمن الناصر بالمال وأعاده إلى قرطبة في صفر سنة 330 هـ وأعلى مراتبه، بعد أن بقي في أسر راميرو الثاني أكثر من عامين.

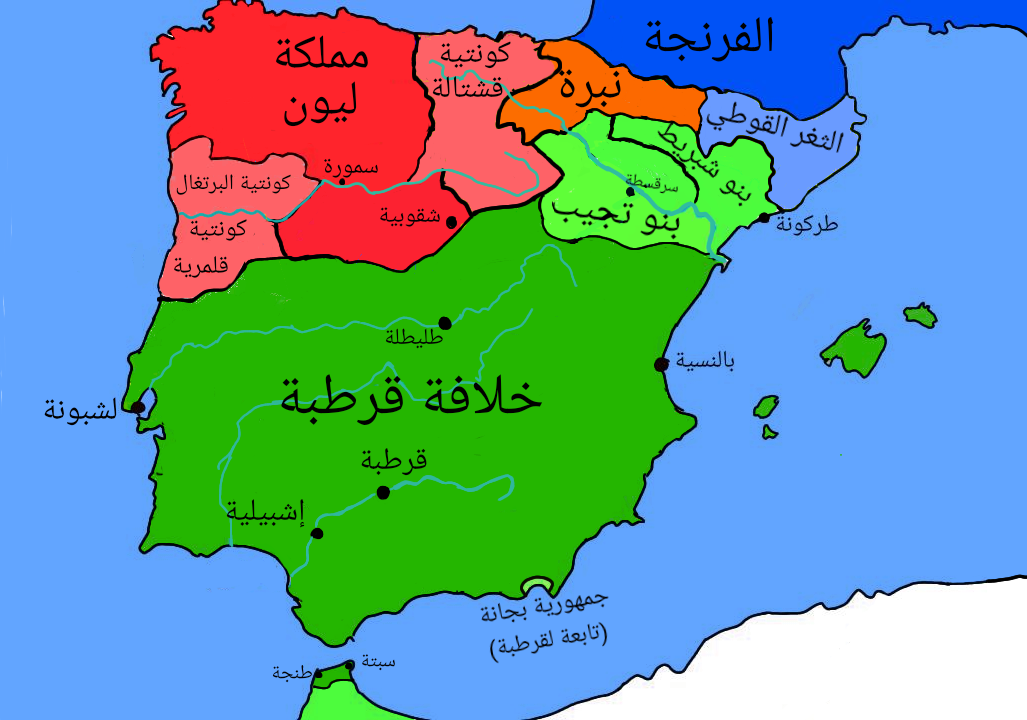
الأندلس بعد معركة الخندق سنة 954 ميلادية

وعلى الجانب الآخر، فقد كان لتلك المعركة أثرها الجيد على جيش مسيحيي شمال أيبيريا، إلا أنهم تراجعوا عن مطاردة جيش الناصر بعد المعركة، بعد أن حذّرهم أمية بن إسحاق القرشي من أن هذا الانسحاب قد يكون كمينًا أعده المسلمون، وأغراهم بجمع الغنائم والأسلاب التي خلّفها الجيش المنهزم. كما لم يتمكن راميرو الثاني من استثمار الموقف وتطويره لصالحه، بعد أن واجه راميرو الثاني تمردًا داخليًا على حكمه من قبل فرنان غونثالث كونت قشتالة ودييغو مونوث كونت سلدانيا شغله عن مواصلة حربه ضد الأمويين، مما دعى راميرو إلى طلب معاهدة جديدة مع عبد الرحمن، وهو ما قبله عبد الرحمن. إلا أنه نتيجة لهزيمة الخندق، توسعت حدود مملكة ليون لتصل إلى نهر تورميس ، متجاوزة بذلك نهر دويرة. أي أن الاستيطان المسيحي جنوب الدويرة بدأ. سقطت ليديسما في نفس العام ومدينة شلمنقة عام 941. إن الأهمية الأساسية للمعركة لا تكمن في المكاسب الإقليمية للممالك المسيحية، بل في القيمة الرمزية لكونها أول نصر عظيم تحققه الممالك المسيحية ضد المسلمين. بالنسبة عبد الرحمن الناصر لدين الله كانت الهزيمة بمثابة نكسة كبيرة لكنها لم تؤثر على الأوضاع الداخلية للأندلس، حيث أن الأراضي التي سقطت بأيد المسيحيين بين جنوب نهر دويرة ونهر تورميس كانت بعيدة عن عاصمته في قرطبة.
نص كتاب عبد الرحمن الناصر المؤرّخ في يوم الإثنين 8 ذى القعدة سنة 327 هـ، بعد المعركة بأسابيع، ونقل نصه المؤرخ ابن حيان القرطبي في السفر الخامس من كتابه المقتبس من أنباء الأندلس المخطوط المحفوظ بالخزانة الملكية بالرباط، وفصّله في حوادث سنة 327 هـ:
| استعزم الله أمير المؤمنين ليلته، واستخاره عن رحمته في النهوض إلى مدينة شنت مانكش دار الكفرة ومجمع النصرانية، التي إليها استركن عدو الله، وضاقت الحيل عليهم، ووثقوا بحصانته، ليعلمهم أن كلمة الله هي إظهار دينه، ونصر أوليائه، وإعزاز خلفائه، في مشارق الأرض ومغاربها، ولو كره المشركون، فضم صاحب المقدمة عمال الثغور عندهم وفرسانهم وخيلهم، واكتنف الجمع في مجنبتي العسكر مع من والاهم، وجرد الرجالة من الخيول بأسلحتهم، وصمد لجمع المشركين، فاستقبلهم بنية صادقة، ونفس صابرة، وجموع كثيفة، وكتايب تملأ الفضا، ومغانب تضيق عنها الشعاب، ويصير في سهل الأرض كالآكام، تتألق عليهم سوابغ الدروع، فإذا تداعوا، قلت موج تراكم، وإذا وقفوا فكأنما النقع عليهم ليل مظلم. فلما قربت العساكر من محل الخنازير، ثابوا فيما بينهم، وثاروا إلى خيولهم، وعلوا الشراقين، ينظرون إلى كتايب دين الله، بقلوب قد خلعها الذعر، وقبضهم عن التقدم الوجل، وجعلوا بينهم وبين المسلمين وادي بشررقه، ثقة بوعورته، وقلة مخاوضه، فلم ترعهم إلا مقدمة الجيش وراءه، قد سهل الله عليهم جوازه، وتبعتهم الأثقال، وتحيز أمير المؤمنين كدية سامية، يتطلع منها على عسكر المسلمين، فأمر بالاضطراب فيها للعسكر، وتقدمت الخيول بين يديه، وقد تلاحقت جموع الكفرة، وقدموا صلبانهم، ووثقوا بشيطانهم الذي غرهم. وكان المسلمون على نشطة إلى لقايهم، فلم ينتظر أولهم إلى أن توافي آخرهم، ولا فارسهم أن يقتعد براجلهم، وتخطوا الرماح إلى السيوف، والطعن إلى الضرب، وكروا في حومة المنايا، كرّ من يحمي حليله، ويخشى بعد ساعة أن تسبى ذريته، فلم ير المسلمون حرباً مثلها، ولا شهدوا يوم وغى أطول من يومهم ذاك. ونصر الله تعالى يهون عليهم ما هم فيه، حتى فضوا جموع المشركين، وزلزلوا ردؤهم التي كانت أكاليل الجبال، وردم الشعاب، وضمهم إلى معسكرهم، وأثارت سنابك الخيل من القتام، ما غيب من كان في القلب عمن يليه من يمين الحرب ويسارها. وكان محمد بن هاشم في وقدتها حاثاً سعيره قد طال به مدامها، واستدارت حوله رحامها، فكبا به فرسه، ولم يعلم أحد بمصرعه، فصار في أيدي الخنازير أسيراً، فاستشفوا به الحياة. بعد اليأس منها، فجالدوا بنفوس قد عاودتها رمقها، وانحاز المسلمون إلى معسكرهم، قد قتلوا من أعلام المشركين وقوامسهم وأهل البأس من فرسان الحرب، ومن صبر لوقع السيف، فكانت مصيبتهم بمن قتل منهم عظيمة، فلما أصبح أمير المؤمنين لمحلته، أمر بحمل من عقر فرسه، وصلة من أغنى في حربه، وتعرض المشركون للحرب تعرض من قد تنخل لعدو قد أصابهم، ونكايته قد فلقت قلوبهم. فلما كان في اليوم الثالث من احتلاله، عهد أمير المؤمنين إلى صاحب العسكر بمصاحبتهم بالحرب، وقد تلاحقت بهم المدود من أقصى بنبلونة وألبة والقلاع، وأهل قشتيلة، إلى مشركي قلمرية، وكل صنف من أصناف العجم معهم، وهتف على المسلمين بالخروج تحت راياتهم، والتأهب للقاء عدوهم، وأغدوا في نهوضهم، ونزل صاحب العسكر، فرتب تعيينهم، فكثف الردوء، وضم إليها الرجال، وألزم القلب بنفسه، وميز فيه خيل الميمنة والميسرة، وقدم إليهم المقاتلة، وأقام بين يديه جملة الخيل عدة، فإذا رأى في جهة من جهات الحرب خللاً سده واستدركه، أو فتقاً رتقه، حتى كانت أيدي المسلمين في الماقط عالية، فتلظت الحرب واحتدمت، وكأن المنايا إنما قصدت فيها أعلام الكفرة وقوامسهم، فصرع قومس غرماج، وابن أخي الخنزير ابن فرذلند، وشيخ النصرانية وعميدها ابن دخبر، إلى العدد الجم من فرسانهم، وأهل الصبر منهم، وانجلت الحرب عن هزيمتهم، وانكشاف أجبل قد كانوا علوها، وسدوا بالخيل والرجال ما بينها، وظنوا أن لا غالب لهم، فزلزلوا زلزالا شديداً، وانصرف المسلمون بعد الظفر والسلامة في المنقلب، فباتوا بأنعم بال، وأسكن حال. فلما ظن أعداء الله أن قد ملوا حربهم، وتجددت لهم مدودهم، رفعوا معسكرهم، وقدموا صلبانهم، وخرجوا بفارسهم وراجلهم فألقوا إلى ما يلي منهم العسكر، سراع خيولهم، فبادر المسلمون إليهم تبادر الأسود الضارة، فغادرو موقفهم، وجالدوا بسيوفهم، حتى انفرج الموقف عن قتل عظيم من عظمائهم، وأعولوا عليه، واستداروا حواليه، وانصرفوا قد أذلهم الله، ووهنهم، وهون عليهم جمعهم، ووفور مددهم، في ضبط المعيشة، وقلة التبسط، ومصابحة الحرب ومماساتها، حتى كأنهم أهل حصن حوصروا فيه، أو فل جيش لا يستطيعون الرجوع إليه. وأقام أمير المؤمنين ومن معه من جيوشه وحشده، وأهل البصاير والحفايظ، وبلغ أمير المؤمنين أقصى أمل من إذلال جميع المشركين، والاحتلال بساحتهم، وانحياز طاغيتهم في أعلى شاهق، يرجو النجاة بنفسه، فأمر بالرحيل وقد ضاعف النظر، والعدو في ضبط ساقة جيشه لما توقع خروج الكفرة في أثره. وأصبح منتقلا، فما أقدم أعداء الله أن ينظروا من الجيش إلا من بعد على رأس جبل، ونهض يطأ بلادهم وطأة متثاقل، حتى انصرف إلى نهر دويرة، واستقبل عمارته من حصن مانكش التي اتصلت بنكاية أهله، فلم يدع في جليقية حصناً إلا هدمه، ولا معاشاً إلا انتسفه، حتى انتهى إلى مدينة روضة، وهي خالية على عروشها، فأقام على هدمها، وهدم حصن دبيلش معها، يومين كانا أطول على أعداء الله من عامين، لما غير فيهما من نعمهم، وهدم من مساكنهم، وقطع من شجرهم. وكان أمير المؤمنين يَرَ التقدم على نهر دويرة إلى شنت إشتيبن وغرماج لنقص الزروع لديه وضيق العلف بإفساده. فرفع إليه من حضره من أهل مدينة الفرج وحصونها، يشكون ما يلقونه من مشركي وادي أبينه، ومعاقلها، وترددوا عليه ضارعين إليه، أن يجعل ممر الجيش المؤيد على حصونهم وعمارتهم، وذكروا أن ذلك أنفع لهم ولأهل الثغور معهم، من الإيغال في بلد المشركين، ونكاية من لا ينالهم بغارة، ولا ينهض إليهم بقوة، فصرف الجيوش عند ذلك إلى وادي أبينه، فلم يدع فيها حصناً إلا هدم، ولا قرية إلا هدمت، ولا معاشاً إلا استقصى جميعه. فلما صار في آخره ولم يبق موضع يقوم الجيش بالتردد عليه، أمر الأدلاء بالكشف عن أفضل الطرق إلى حصن أنتيشة، وأرفقها بالمسلمين في منصرفهم برازح ظهرهم، وأحوط عليهم في طريقهم، وأجمعوا على قصد حصن قشترب، وأيأسوا من الخروج على غيره، فلما استقبل أمير المؤمنين لامه، وقطع بعض محلته، استقبل شَعْراء لا يتخللها المتفرد بحمده، ولا يتخلص منها المخف، لو لم يكن أحد يعترضه. ثم أشرف على خنادق قفرة ومهاو تتقاذفه، وأجراف منقطعة قد عرفها المشركون وقدموا إليها، وألقوا إلى ساقة الجيش فرسانهم، فدارت عليهم الحرب، وصرع فيها من جلة فرسانهم، ومتقدمي رجالهم جملة، لو أصيبت بحيث يتراء الجمعان لكانت سبب هزيمتهم، ولكنهم وثقوا بالوعد، وانتظروا تقدم الحماة وترادف الأثقال، فحامى أمير المؤمنين برجاله وخاصته عن المسلمين ساعات من النهار، حتى تقدم أكثرهم، وجازت الخندق لقتالهم، إلا من ضعفت دابته، أو ضعفت تعبئته عن استنفارها. فلما رأوا الخلل تصايحوا من قنن الجبال، وانحطوا من أعاليها انحطاط الأوعال، فأصابوا من الأمتعة والدواب المثقلة، ما لو أصاروا مثله في مجال حرب أو سهل من الأرض، لما أنكر مثله عند مقارعة الرجال، وتصرف الأحوال. وحامى صاحب العسكر عن كل من أجاز الخندق وخلص من مضايقه، حتى أسهلوا، واجتمع لأمير المؤمنين جيوشه وانتظمت جموعه، وسلم الله رجاله، فلم يصب منهم أحد. وفي ذلك دليل للسامع عن الموقعة أنها لم تدر بغلبة، ولا ظفر المشركون أظفروا به فيها عن مساواة ولا كثرة، ولكن ضيق المسالك، ووعر الطريق، وسوء فهم الدليل، خلى لما جلبه إلى أقدار الله تعالى التي لا تصرف، ومحنه التي لم يزل يمتحن بها أولياءه، ليعظهم، ويبتلي عبيده ليرهبهم، وأمير المؤمنين، شاكر لله تعالى على عظيم نعمه، وواقف على تصرف محنته، مستسهل ما اختص به في حب طاعته، ضارع إلى الله في التقبل لقوله وفعله. وكتابه إليك، وهو قافل بالمسلمين على أحسن أحوالهم، وأسهل طريقهم، وأجمعه بمعايشهم، إن شاء الله. فأمر بقراءة كتاب أمير المؤمنين على الناس قبلك أثر صلاة الجمعة ليشكروا الله على ما أنعم به من نصر إمامهم، وسلامة إخوانهم، والصنيع الذي عمهم، فإنه يحب الشاكرين، ويزيد الحامدين. واعهد نسخة إلى عمال الكور حولك إن شاء الله تعالى، والله المستعان. وكتب يوم الإثنين لثمان خلون من ذي القعدة سنة سبع وعشرين وثلاث ماية. |
| —السفر الخامس من كتاب المقتبس من أنباء الأندلس لابن حيان القرطبي المحفوظ بالخزانة الملكية بالرباط، في حوادث سنة 327 هـ |

## هوامش
- 1 جانبت هذه الرواية الصواب في خروج القائد أحمد بن محمد بن أبي عبدة في تلك الحملة، نظرًا لمقتله سنة 305 هـ في معركة شنت إشتيبن،[28] ولعله قصد أحمد بن محمد بن إلياس الذي قاد إحدى حملات الناصر بعد ذلك بعامين.
- 2 خلط ألفونسو العاشر بين شخصية والي سرقسطة في تلك الفترة محمد بن هاشم التجيبي وبين شخصية أخرى وهو المنذر بن يحيى التجيبي الذي استقل بعد تلك المعركة بنحو 80 عامًا بالثغر الأعلى مؤسسًا طائفة سرقسطة مستغلاً اضطراب الأحداث في الأندلس إثر الفتنة التي ضربت الأندلس في مطلع القرن الخامس الهجري.